# Димбуріле (Клуж)
Димбуріле (рум. Dâmburile) — село у повіті Клуж в Румунії. Входить до складу комуни Суату.
Село розташоване на відстані 307 км на північний захід від Бухареста, 25 км на схід від Клуж-Напоки.

## Населення
За даними перепису населення 2002 року у селі проживали 84 особи.
Національний склад населення села:
| Національність | Кількість осіб | Відсоток |
| -------------- | -------------- | -------- |
| угорці         | 76             | 90,5%    |
| румуни         | 8              | 9,5%     |

Рідною мовою назвали:
| Мова      | Кількість осіб | Відсоток |
| --------- | -------------- | -------- |
| угорська  | 76             | 90,5%    |
| румунська | 8              | 9,5%     |